# Lambula laniafera
Lambula laniafera är en fjärilsart som beskrevs av George Francis Hampson 1900. Lambula laniafera ingår i släktet Lambula och familjen björnspinnare. Inga underarter finns listade i Catalogue of Life.